# Walter Wessely
Walter Wessely (* 17. Mai 1958 in Graz) ist ein Musikproduzent, Komponist und Sänger aus Österreich. Er ist seit 1974 der Kopf der Band Golden Sunshine, Besitzer des Sunshine Studios und Inhaber des Musikverlages TonInTon.

## Leben
Walter Wessely stammt aus einer Kleinbauernfamilie in der Nähe von Graz in der Steiermark. Er wuchs in ärmlichen Verhältnissen auf und musste schon früh auf dem Hof der Eltern mitarbeiten. Dennoch ermöglichten ihm seine Eltern den Besuch eines Gymnasiums, wo er die Liebe zur Musik entdeckte.
Großteils autodidaktisch und nur mit einem umgebauten Röhrenradio als Verstärker brachte er sich das Gitarrenspiel bei und gründete 1974 die Band Golden Sunshine, mit der er bis 1997 live sehr erfolgreich durch Österreich, Deutschland und die Schweiz tourte.
Nach der Matura trat er in eine Bank ein, bei der er bis 1990 beschäftigt war; dann beschloss er, sich selbständig zu machen und gründete das Sunshine Studio.
Da er zunehmend begann, junge Bands zu fördern und ihnen den Einstieg in die Musikszene zu ermöglichen, gründete er 2001 das Record-Label Ton in Ton.
Heute ist Walter Wessely einer der erfolgreichsten österreichischen Komponisten und Produzenten im Bereich der Schlagermusik.

## Werke und Auszeichnungen
- Seit 1992 erreichte er als Komponist in der volkstümlichen Sparte drei erste Plätze in den Landesauswahlen und acht Spitzenplatzierungen in den Finali des internationalen „Grand Prix der Volksmusik“; 2008 national drei Platzierungen in der Vorausscheidung.
- 1998 wurden zwei seiner Lieder jeweils Sieger der ZDF-Hitparade (Interpreten: Larcher Musi bzw. Hansi Hinterseer)
- Der erfolgreichste Volksmusik-Titel des Jahres 1999 - Hansi Hinterseer mit „Julie“ - ist ebenfalls eine „Walter Wessely-Komposition“ (lt. Jahresauswertung Musikmarkt)
- Zum 13ten Mal, diesmal gemeinsam mit dem Textautor Herbert Hirschler, nahm Walter Wessely am Grand Prix 2005 teil. Interpret: Die Krieglacher; Titel: „A starke Frau“. Ergebnis: Platz 1 der Österreich-Ausscheidung im Juni 2005 mit großem Vorsprung
- Im Jahr 2009 gewann Walter Wessely, wieder zusammen mit dem Texter Herbert Hirschler, mit großem Abstand die Österreich-Vorausscheidung des Grand Prix der Volksmusik. Der Siegertitel „Das Leben“ wurde von Pfarrer Franz Brei interpretiert.
- In der Endausscheidung des Grand Prix der Volksmusik 2009 erreichte der Titel den dritten Platz.
- Im Sunshine Studio hängen zurzeit sieben „Goldene Schallplatten“ und eine Platinauszeichnung, die den Urhebern für in Deutschland und in Ausnahmefällen auch für in Österreich veredelte Tonträger überreicht werden.
- Walter Wessely ist der erste und bisher auch einzige österreichische Komponist, der den begehrten ersten Platz der „Komponisten in Deutschland“ mit zahlreichen Platzierungen unter den Top 20 erreichen konnte (lt. Media Control bzw. Musikmarkt).

## Referenzen als Komponist
- Vicky Leandros
- Die Flippers
- Andy Borg
- Hansi Hinterseer
- Kastelruther Spatzen
- Pfarrer Franz Brei
- signum!

## Referenzen als Produzent
- Golden Sunshine
- Yvette
- Marlena Martinelli
- Styrina
- Bernd Roberts
- René Meyer
- Band GRAZ